# Carl Fredrik Reddewigh
Carl Fredrik Reddewigh, född 1 februari 1750, död 25 december 1827 i Jakob och Johannes församling, Stockholms stad, var en svensk altviolinist.

## Biografi
Reddewigh föddes 1 februari 1750. Han var son till Johan Hinrich Reddewigh, kanslist och envoyé vid ryska legationen i Stockholm. Han anställdes cirka 1774 som kammarmusicus vid Hovkapellet, men fick definitiv anställning 1776. Efter massuppsägninarna vid Gustav IV Adolfs stängning av Kungliga Operan 1807 återanställdes han både som altviolinist och violoncellist. Från och med 1812 ingick han även i den första avlönade teaterorkestern på Dramaten. 1794 fick han uppdraget som sekreterare vid Hovkapellets änke- och pupillkassa, en tjänst han innehade till 1801. Reddewigh var dessutom altviolinist i Frimurarordens orkester som årligen medverkade vid långfredagens passionskonserter till förmån för ordens barnhus, samt ordenskapellmästare i Par Bricole efter Johann Christian Friedrich Haeffner. Reddewigh avled 25 december 1827 i Jakob och Johannes församling, Stockholm.
Reddewigh slutade vid Hovkapellet den 1 oktober 1820. Han var gift med Katarina Charlotta Borgh (1771–1818).

## Verk
- Tre duetter, opus 7, för violin och viola. Tillägnad I. G. Wennerqvist.[7]

1. Sonat i C-dur
2. Sonat i B-dur
3. Sonat i D-dur